# تکلا کراوس
تکلا کراوس (انگلیسی: Thekla Krause؛ زادهٔ ۱۸ مهٔ ۱۹۶۹) بازیکن فوتبال اهل آلمان است.
از باشگاه‌هایی که در آن بازی کرده‌است می‌توان به اشپورت فقاند زیگن اشاره کرد.
وی همچنین در تیم ملی فوتبال زنان آلمان بازی کرده‌است.